# Tiago Novaes
Tiago Novaes (Avaré, 11 de abril de 1979) é um escritor, tradutor e professor de escrita criativa brasileiro.

## Carreira
Formado em Psicologia pelo Instituto de Psicologia da USP, Tiago Novaes estreou com um livro de contos, subitamente: agora editado pela carioca 7Letras, e consiste em uma antologia de 20 breves cenários que narram situações cotidianas da cidade de São Paulo. Na época, Novaes vivia no Edifício Copan. Ali se encontram já um desassossego e um interesse pela fotografia e pela formação de novas subjetividades urbanas.
O romance seguinte, Estado Vegetativo, obteve uma bolsa de criação literária da Secretaria da Cultura de São Paulo e foi finalista da primeira edição do Prêmio São Paulo de Literatura. O romance policial protagonizado pelo detetive Guedes foi amplamente coberto pela imprensa. Entrevistado por Jô Soares, Tiago declarou seu desconcerto perante uma literatura bem comportada, de artifícios fáceis.
O terceiro livro, Documentário aponta uma transição. A esta altura, Novaes já havia abandonado a profissão como psicanalista e partido para o trabalho de tradutor e produtor cultural. E se a cidade de São Paulo são a marca das duas primeiras obras, nesta não existem índices geográficos aparentes além do consultório psicanalítico e de um caderno, que constitui a primeira obra. O romance, publicado ao lado de um documentário (intitulado Herança) traça uma espécie de neurose do autor e uma crítica aguda ao meio cultural e literário brasileiro, marcado pelo histrionismo e pela endogamia. O autor não se enquadra nem nos autores graves, intelectuais afrancesados, nem nos chamados agudos, profissionais dispostos a vender a alma para obter um reconhecimento rápido.
Se os dois primeiros romances foram bem acolhidos pela crítica e público, este terceiro recebeu da imprensa um significativo silêncio. Apesar de ter sido duplamente premiado pela Funarte, que lhe concedeu uma bolsa de criação e a possibilidade de editar a obra pelo selo da instituição, a obra, que levou cinco anos para ser realizada e que abordava questões delicadas sobre o silêncio e o trauma do ambiente familiar, foi uma das menos comentadas e circularam pouco.
No final do ano de 2013, Novaes publicou a sua quarta obra, Tertúlia: o autor como leitor. Trata-se de uma homenagem ao ofício literário, apresentando obras de autores consagrados conversando sobre seus livros de referência. Publicado pelo Sesc Edições, a antologia foi um resultado derivado de seu trabalho como produtor cultural. Desde 2005, o autor organizou encontros com autores clássicos, em lugares como a Livraria da Vila, São Paulo, e unidades do Sesc. Segundo o prefácio que escreveu, o autor obteve, no contato com mais de quarenta autores convidados - e que falavam sobre outros quarenta -  uma formação em Letras de que necessitava. O livro foi finalista do Prêmio Jabuti de 2014 em Teoria Literária.
A série Tertúlia foi também um modo de deter a agenda cultural paulista. Em um tempo onde a literatura se converte em espetáculo e é pautada pelos ditames do mercado, haveria a necessidade de um encontro que retornasse às páginas dos livros e deixasse a figura do autor em segundo plano.
O quinto livro, e terceiro romance, Os amantes da fronteira, retoma formas narrativas convencionais, coincidindo com a entrada do autor no doutorado, no mesmo instituto de psicologia da USP. Estudando as poéticas do exílio na virada do século, Novaes passa de uma reflexão sobre o estranho inerente à família para analisar, pelo viés da prosa, o estrangeiro radical. O autor obteve uma segunda bolsa Proac com a execução do livro, e foi finalista do Prêmio Oceanos de Literatura em Língua Portuguesa em 2015.
O livro, primeira parte de uma trilogia do estrangeiro, é um mapa afetivo do mundo pelo tatear da língua portuguesa. Seria preciso voltar-se para o mundo, não mais para ser aceito por ele, mas para o compreender e compreender a terra natal do ponto de vista da experiência estranha mais radical.
Transcorrido na Tailândia, o romancista converteu-se em viajante e correspondente internacional freelancer. Publicou para periódicos como Folha de S.Paulo, Estadão e BBC Brasil. Ao mesmo tempo, traduzia uma biografia da artista da performance Marina Abramovic e organizava uma nova edição do Tertúlia, desta vez com roteiristas como Bráulio Mantovani e Pablo Trapero.
Após seis meses de experiência asiática e mais três meses escrevendo o romance em Berlim, Novaes retornou ao Brasil, publicou a obra e intensificou sua carreira como professor de escrita criativa. Atualmente, dá aulas em instituições como Casa das Rosas, Instituto Vera Cruz e Sesc SP. Inaugurou também um portal online de escrita criativa. Obteve uma outra bolsa Proac para a execução de seu segundo romance da trilogia, Dionísio em Berlim.
O enigmático romance Dionísio em Berlim, publicado em 2019, narra a história de um personagem ao qual também são atribuídos vários nomes. E sua história, por outro lado, é narrada através de cinco diferentes perspectivas: do turco Emin, da argentina Mercedes, da palestina Silena, do sudanês Kamal e da mexicana Agave — todos exilados estrangeiros que o conheceram, mas ignoram seu paradeiro.
Baleias no Deserto: o corpo, o clima, a cura pela terra, publicada em 2023, é a oitava obra do escritor. O fascinante ensaio deslinda esta sensibilidade por meio de histórias íntimas e coletivas, pessoais e sociais. Descendo às raízes de cada experiência e subindo até a sua atmosfera rarefeita, a obra constrói associações singulares e nos convida a voltarmos a enxergar o mundo.

## Obras Publicadas
- Subitamente: Agora (7Letras, 2004) - contos

- Estado Vegetativo (Callis, 2007) - romance policial

- Documentário (Funarte, 2012) - romance documentário

- Tertúlia: o autor como leitor (Sesc Edições, 2013) - crítica literária

- Os amantes da fronteira (Dobra, 2014) - romance de viagens
- Algoritmo (Quelônio, 2017) - novela
- Dionísio em Berlim (Quelônio, 2019) - romance de viagens
- Baleias no Deserto: O Corpo, o clima, a cura pela terra (Rua do Sabão, 2023) - ensaio de ficção, literatura de viagens